# I masnadieri (Schiller)
I masnadieri (in tedesco Die Räuber) è un dramma in cinque atti di Friedrich Schiller; con questo dramma teatrale l'autore esordisce nel panorama teatrale dell'epoca.
Rappresentata nel 1782 a Mannheim, fu un successo clamoroso: si racconta che durante la rappresentazione alcune signore siano svenute dall'emozione e che gli spettatori si siano abbracciati perché coinvolti emotivamente dall'azione.

## Trama
L'azione si svolge in Germania, tra il castello di Franconia e la Selva Boema, e dura circa due anni.
Le prime scene sono quelle che presentano i personaggi: al castello il vecchio conte Moor, i suoi due figli, il prediletto Karl e il malvagio Franz; infine Amalia, amata da entrambi i fratelli, anche se Franz vuole solo servirsene.
Si può supporre che la contea dei Moor non sia molto grande visto che non ci sono ministri o cortigiani ma solamente pochi servi.
Franz rivela subito le sue mire malefiche: è intenzionato infatti a diventare signore ad ogni costo, prendendosi con la forza i diritti che la natura (e non Dio, non è credente, solo in punto di morte si ricrederà), essendo egli secondogenito, gli ha negato («Perché non sono sgattaiolato per primo fuori dal ventre di mia madre?» «Come se per foggiar me non avesse disposto di più che d'un avanzo»). Fa credere perciò a suo padre, scrivendo delle finte lettere, che Karl abbia disonorato il nome di famiglia; il vecchio Moor si lascia convincere che sia meglio non perdonare subito Karl, ma lasciare che sia lui a tornare a casa. Franz scrive invece al fratello che il perdono non potrà mai averlo.
La seconda scena ci presenta la combriccola di giovani dalle idee rivoluzionarie che decidono di diventare masnadieri. Nonostante quest'idea venga da Spiegelberg, tutti approvano come capo Karl Moor. Spiegelberg dimostrerà comunque di non avere la stoffa dell'eroe di fronte all'azione e serberà rancore contro Karl, per questo verrà ucciso (da Schweizer).
Al castello proseguono i piani di Franz: egli non riesce a sedurre Amalia, ma riesce invece a convincere un servo (Hermann) a presentarsi al vecchio Moor travestito, e a portare notizia della finta morte di Karl. Sembra che il dolore per la perdita del figlio tolga definitivamente le ultime forze al vecchio Moor e Amalia lo vede spirare. Il servo però cede alla sua coscienza e rivela ad Amalia che sia Karl che il vecchio Moor (suo zio) sono ancora vivi. Franz ha infatti fatto rinchiudere suo padre nella torre con l'intenzione di lasciarvelo a morire.
Nella Selva Boema intanto i masnadieri gioiscono per essere riusciti a salvare Roller dal patibolo (come diversivo fanno saltare in aria la polveriera della città, portando numerose vittime; Schufterle viene cacciato da Karl perché non si accorge che Roller è stato salvato a caro prezzo). Nel frattempo Karl è riuscito a far accerchiare il gruppo per provare il valore dei suoi compagni. I soldati mandano avanti per le trattative un frate che non risolve però nulla. Combattono e i masnadieri vincono. Alla banda si aggiunge Kosinsky, un giovane sventurato con vicende simili a quelle di Karl: anche lui è nobile, ma non può governare il suo feudo, anche la sua amata si chiama Amalia e gli è stata portata via.
Con l'aiuto di Kosinsky, Karl entra al castello sotto falsa identità e scopre che Amalia l'ama ancora, ma anche che suo padre è morto. Franz riconosce però i tratti del fratello e costringe un servo (Daniel) ad avvelenarlo; anche questi però ha riconosciuto Karl e invece di avvelenarlo passa dalla sua parte.
Frattanto Schweizer ha ucciso Spiegelberg perché tramava contro Karl. Questi tormentato e senza speranza è sul punto di uccidersi, ma non lo fa perché non vuole che la sfortuna prenda il sopravvento su di lui.
A questo punto avviene uno dei grandi colpi di scena: Karl scopre che suo padre non è morto, ma è stato rinchiuso dal fratello in una torre ed è vivo solo perché un servo ha avuto pietà di lui portandogli dei pasti. Karl vuole la vendetta e manda i suoi compagni a prendere vivo il fratello.
Da parte sua, Franz sente che la sua fine è vicina e dopo un incubo sul giudizio finale, manda a chiamare il pastore. Questi è certo che sul punto di morte anche lui invocherà la grazia di Dio ma Franz non vuole assolutamente dargli ragione. A sconvolgerlo maggiormente è però sapere che secondo il pastore i due peccati più gravi sono il fratricidio e il parricidio: è talmente terrorizzato e adirato che caccia il prete. Intanto i masnadieri danno fuoco al castello e Franz in preda al panico si inginocchia e prega; infine sul punto di essere catturato si strozza con la corda del cappello. Schweizer a sua volta si uccide perché non riesce a portare Franz vivo al suo capitano. Grazie al suicidio di Franz, Karl non si macchia di sangue fraterno.
Fuori dal castello intanto Karl parla col padre ottenendo una semi-benedizione (il vecchio Moor non sa che quello è suo figlio, non lo benedice completamente perché vuole uccidere Franz “E tu, che hai salvato il padre, vorresti distruggere il figlio?…Sii felice quanto sarai misericordioso!”).
Avviene quindi il dramma finale: giunta Amalia, il vecchio Moor scopre che quello è il suo Karl ma che è anche il capo dei masnadieri e non sopravvive al colpo. Karl in un primo momento sembra rifiutare l'amore di Amalia perché crede di averla resa infelice. Quando i due si sono chiariti e ritrovati però, intervengono i masnadieri (non i suoi fedeli) che, richiamandosi al giuramento di fedeltà del loro capitano, costringono gli amanti a separarsi. Amalia, che non riuscirebbe a sopportare di essere nuovamente abbandonata, chiede di essere uccisa. Karl si rifiuta ma è costretto a trafiggerla quando vede che comunque l'avrebbe fatto un altro bandito.
Compiuto questo gesto le forze di Karl cadono nella miseria e, come se gli cadessero le bende dagli occhi, vede improvvisamente la realtà: non si può “sognare di liberare il mondo, commettendo atrocità” poiché questo “scardinerebbe dalle basi tutto l'edificio del vivere civile”. Ciò che gli viene in mente per riscattarsi agli occhi di Dio, cui solo spetta la vendetta, è mettersi nelle sue mani vivo: si consegna quindi ad un bracciante con molti figli che potrà riscuotere la sua taglia. Karl compie questo atto per staccarsi dai suoi compagni malvagi.

## Poetica
Il sentimento rivoluzionario delle opere giovanili, nelle prime tragedie diventa vera e propria polemica contro le istituzioni politiche e sociali. Schiller ci offre sinceramente la sua anima come non riuscirà più a fare nelle opere posteriori. Il dramma non è una rappresentazione esatta della sua Germania (le figure al di fuori della ribellione sono spesso poco vive se non false), ma analizza in modo accurato il sentimento rivoluzionario. Le figure libertarie sono infatti piene di passione poiché i Räuber sono lo sfogo di un'anima grande per troppo tempo compressa in una società bassa.
La storia dei personaggi principali è ricalcata sul racconto di Schubart Il fannullone virtuoso, che ispirò l'omonimo dramma di Lenz. Per quanto riguarda le tematiche presenti nell'intreccio, il motivo dei fratelli nemici è lo stesso del parricidio; la maledizione paterna è invece la massima sventura che possa colpire l'eroe schilleriano.
Schiller finge di voler dimostrare che la ribellione alla società costituita è dannosa non solo di per sé, ma lo è anche perché mina l'entità etica della famiglia. Va chiarito però che Karl si sarebbe ribellato anche se il fratello non avesse tramato contro di lui. La sua rivolta rappresenta un tentativo di liberare la vitalità che gli ordini politici e sociali della sua epoca sopprimono. Egli si vende a modo suo al demonio, rappresentato da Spiegelberg, e non a caso all'inizio della tragedia Karl ci viene presentato solo in sua compagnia. Il nome stesso Spiegelberg fa pensare allo Spiegel ("specchio" in tedesco) in cui Karl può riconoscere la sua parte malvagia. Egli quindi non solo ha il fratello come nemico, ma si trova anche ad affrontare inconsapevolmente questa figura maligna. Fortunatamente c'è anche il riflesso buono e cioè Kosinsky, dalla storia molto simile a quella di Karl. Nelle future opere di Schiller la psicologia narrativa sarà più rettilinea, mentre ne I masnadieri il protagonista è non solo se stesso ma anche il peggiore ed il migliore dei compagni che lo circondano.
La figura di Karl oscilla tra il bene ed il male. Una situazione in cui è rappresentata questa oscillazione potrebbe essere quella nella foresta dopo la battaglia: Karl rievoca le gioie e l'innocenza di quand'era bambino; compiuto il passo decisivo verso il male si rende conto che è troppo tardi per tornare indietro.
Va osservato che la crisi religiosa finale di Franz (e in misura minore anche di Karl) sembrano concessioni fatte alla censura e al gusto del pubblico. Il fatto che Karl alla fine trovi la via giusta, ovvero quella verso il popolo (consegnandosi alla giustizia) non basta per poter affermare che egli si redime anche socialmente.
Per quanto riguarda il rapporto tra i due fratelli, nella prima redazione questi non si incontravano mai ed era anche naturale visto che rappresentano due aspetti complementari dell'anima schilleriana (è quindi anche naturale che amino la stessa donna).
Nella scena in cui Karl si presenta ad Amalia travestito da conte Brand, questa si ritrova inconsapevolmente a confrontare l'anima buona e quella malvagia del suo amato. Questo confronto è genialmente rappresentato dal fatto che Amalia si ritrova con Karl malvagio di fronte, da cui comunque si sente attratta, e con il ritratto del suo Karl in mano. Alla fine riconoscerà la duplicità di Karl: «Mörder! Teufel! Ich kann dich nicht lassen, Engel!» ("Assassino! Diavolo! Non posso lasciarti, angelo mio!").

## Adattamenti
I masnadieri, opera lirica di Giuseppe Verdi su libretto di Andrea Maffei.
Tra le produzioni televisive dell'opera si può ricordare, per il contesto italiano, lo sceneggiato televisivo I masnadieri diretto da Anton Giulio Majano, con Virna Lisi, Aldo Giuffré e Alberto Lupo.